# Pallagorio
Pallagorio község (comune) Calabria régiójában, Crotone megyében.

## Fekvése
A megye északi részén fekszik. Határai: Campana, Carfizzi, Casabona, San Nicola dell’Alto, Umbriatico és Verzino.

## Története
A települést a 15. században alapították Calabriában megtelepedő albánok, akiket a törökök űztek el országukból. 1815-ig Umbriatico része volt, ezt követően vált önálló községgé. 

## Népessége
A népesség számának alakulása:

## Főbb látnivalói
- San Giovanni Battista-templom
- Madonna del Carmine-templom